# 竹本土佐太夫
竹本 土佐太夫（たけもと とさたゆう）は、義太夫節の太夫。

## 初代
（生没年不詳）通称、大和屋久兵衛。
2代目竹本政太夫の門下で房太夫が寛延年間に名乗る。後に政太夫死に伴い「政太夫」の襲名をめぐって一門で争いになるが政太夫を襲名しなかった。1767年再び房太夫を名乗るものちに引退。

## 2代目
（生没年不詳）
後の竹本播磨大掾。

## 3代目
（生年不詳 - 1839年（天保10年）頃）

## 4代目
（1803年（享和3年） - 1900年（明治33年）5月5日）本名、粟岡又兵衛。
大坂生魂の生まれ。慶応2年の秋、名古屋の好義連から招かれ義太夫を教授、以来これを数回継続し、明治4年頃名古屋に移住。のち竹本土佐太夫から豊竹土佐太夫へと改名。97歳にて京都に没す。

## 5代目
（1847年（弘化4年） - 没年不詳）本名、桜井惣兵衛。
名古屋七間町の料亭丸惣の主人桜井惣七の次男に生まれる。17、8歳の頃より素人浄瑠璃を始めて豊沢玉三郎に従い、19歳の時に愛玉（あいぎょく）の名で初めて素人温習会に出演。その後も名人諸氏らが名古屋に来る度に稽古を請うなどして熱心に修行に励んだが、父の病没後は料亭の跡継ぎを嫌って旧名古屋藩主徳川侯の家老職渡辺家に仕えた。維新後、遠ざかっていた浄瑠璃に再び没頭して、専ら四代目土佐太夫の下で研鑽を積んだ。この間、名を愛玉から豊竹巴名太夫（はなたゆう）、豊竹玉太夫と変遷、その後、ついに浄瑠璃を本職としてからは竹本浪越太夫（なこしたゆう）に改め、1895年（明治28年）に五代目竹本土佐太夫を継いだ。
浪越太夫の時代に自ら見出して弟子にした永田なか（当時13歳）は、のちの豊竹呂昇。

## 6代目
（1863年10月27日（文久3年9月15日）） - 昭和16年（1941年）4月2日）本名は南馬太郎。
高知の生まれ、新丸という名の素人浄瑠璃出身で1887年に上京し後藤象二郎の書生となる。1888年に3代目竹本大隅太夫門下で1889年3代目竹本伊達太夫の名で彦六座、大隈太夫没後2代目竹本摂津大掾の門下。1914年より御霊文楽座に出座、1926年9月に六代目土佐太夫襲名。豊竹山城少掾、3代目竹本津太夫と共に三巨頭と呼ばれた。堀江座、近松座、その後文楽座に移り活躍。晩年は庵に入りで茶、画を嗜んだ。

## 7代目
（1894年（明治27年）9月27日 - 1968年（昭和43年）10月20日）本名は田邑兼吉。
高知県出身。昭和の文楽を代表する美声家。元々は素人浄瑠璃の横綱で「春駒」を名乗っていたのを、松竹がその美声の評判を聞きつけスカウト。昭和6年（1930年）に6代目土佐太夫に入門。昭和7年（1931年）に初代竹本小春太夫を名乗り、本朝廿四孝「十種香の段」の初舞台で、その美声を披露した。5年後の昭和11年（1936年）に4代目伊達太夫襲名。襲名披露の役が、朝顔日記｢宿屋の段｣であった。昭和17年（1942年）に豊竹山城少掾の門下。戦後「三和会」を経て、昭和32年（1954年）師名の七代目竹本土佐太夫襲名。襲名披露では艶姿女舞衣「酒屋の段」でそれぞれ好評を博した。